# Dmitrij av Vladimir-Suzdal
Dmitrij av Vladimir-Suzdal, död 1383, var en rysk monark. Han var regerande storfurste av Vladimir från 1359 till 1362.